# Tatjana Szczełkanowa
Tatjana Siergiejewna Szczełkanowa (ros. Татьяна Сергеевна Щелканова; ur. 18 kwietnia 1937 w Jejsku, zm. 24 listopada 2011 w Petersburgu) – radziecka lekkoatletka, uprawiająca skok w dal.
Największe osiągnięcia Szczełkanowej to brązowy medal Igrzysk Olimpijskich w  Tokio 1964 oraz mistrzostwo Europy w Belgradzie 1962.
Tatjana Szczełkanowa poprawiła też czterokrotnie rekord świata w skoku w dal: 6,48 m w 1961, 6,53 m i 6,62 w 1962 oraz 6,70 m w 1964. Jej ostatni rekord jeszcze tego samego roku pobiła Brytyjka Mary Rand.
Rekord życiowy: 6,73 (hala, 1966).